# 瓦尔代克-皮尔蒙特自由邦
瓦尔代克-皮尔蒙特自由邦（德語：Freistaat Waldeck-Pyrmont）是魏玛共和国的一个自由邦。德国革命后，瓦尔代克和皮尔蒙特亲王弗里德里希像其他德意志邦国君主一样被迫退位后，他统治的亲王国被改为自由邦。
1921年11月30日，当地公民投票后，巴特皮尔蒙特并入普鲁士自由邦的汉诺威省，随后瓦尔代克-皮尔蒙特自由邦更名为瓦尔代克自由邦（德語：Freistaat Waldeck）。1929年4月1日，瓦尔代克自由邦并入普鲁士自由邦。在随后的全民公投中，原瓦尔代克自由邦成为黑森-拿骚省的一部分。现为黑森州瓦尔代克-弗兰肯贝格县的一部分。